# Cercopithecus neglectus
Cercopithecus neglectus је врста примата (Primates) из породице мајмуна Старог света (Cercopithecidae).

## Распрострањење
Ареал врсте Cercopithecus neglectus обухвата већи број држава.
Присутна је у следећим државама: Камерун, Етиопија, Ангола, Кенија, Екваторијална Гвинеја, Габон, ДР Конго, Република Конго, Уганда, Јужни Судан и Централноафричка Република.

## Станиште
Станишта врсте су шуме, мочварна подручја и речни екосистеми.

## Угроженост
Ова врста је наведена као последња брига, јер има широко распрострањење и честа је врста.